# Ogoa malagassica
Ogoa malagassica är en fjärilsart som beskrevs av Rothschild 1918. Ogoa malagassica ingår i släktet Ogoa och familjen tofsspinnare. Inga underarter finns listade i Catalogue of Life.